# Eupteryx janeki
Eupteryx janeki är en insektsart som beskrevs av Irena Dworakowska 1969. Eupteryx janeki ingår i släktet Eupteryx och familjen dvärgstritar. Inga underarter finns listade i Catalogue of Life.